# あなたに伝えたくて
あなたに伝えたくて（ - つた - ）は須藤あきらの1枚目のシングル。

## 内容
現在の芸名改名以後となる初の作品及び最大のヒット・シングルとなった本作はTBS系「ニュースの森」エンディング・テーマ。

## 収録曲
作詞：須藤あきら　作曲・編曲：Haward Killy
1. あなたに伝えたくて
2. 痛くなるほど愛して
3. あなたに伝えたくて (inst.)